# Korte
Korte ist ein deutscher Familienname.

## Namensträger
- Alexander Korte (* 1969), deutscher Psychiater
- Andreas Korte (* 1989), deutscher Fußballspieler
- Annimari Korte (* 1988), finnische Hürdensprinterin
- Barbara Korte (* 1957), deutsche Anglistin
- Bernhard Korte (1938–2025), deutscher Mathematiker und Informatiker
- Carl Theodor Korte (1812–1879), deutscher Industrieller und Bankier
- Christoph Korte (* 1965), deutscher Ruderer
- Detlef Korte (1956–1995), deutscher Historiker
- Ernst-Heiner Korte (* 1942), deutscher Chemiker
- František Korte (1895–1962), tschechischer Komponist
- Friedhelm Korte (1923–2013), deutscher Chemiker
- Gerard Johannes Nicolaus de Korte (* 1955), niederländischer Geistlicher, Bischof von Groningen-Leeuwarden
- Gerhard Korte (1858–1945), deutscher Kaufmann und Bergwerksbetreiber
- Gianluca Korte (* 1990), deutscher Fußballspieler
- Gundula Korte (* 1930), deutsche Schauspielerin
- Hans Korte (Offizier) (1899–1990), deutscher General
- Hans Korte (1929–2016), deutscher Schauspieler, Sprecher und Regisseur
- Hans-Peter Korte (* 1947), deutscher Richter
- Harald Korte (1934–2014), deutscher Unternehmer und Verbandsfunktionär
- Heinrich Korte (1853–1927), deutscher Kommunalbeamter und -politiker
- Heinz Korte, deutscher Landrat
- Hermann Korte (Politiker) (1903–1958), deutscher Politiker
- Hermann Korte (Soziologe) (* 1937), deutscher Soziologe
- Hermann Korte (Germanist) (1949–2020), deutscher Germanist und Literaturwissenschaftler
- Jakob Korte (* 2003), deutscher Fußballspieler
- Jan Korte (* 1977), deutscher Politiker (Die Linke)
- Jens Korte (* 1969), deutscher Börsenjournalist und Volkswirt
- Joke de Korte (* 1935), niederländische Schwimmerin
- Joost Korte (* 1958), niederländischer EU-Beamter und Manager
- Jürgen Meyer-Korte (* 1928/1929), deutscher Journalist
- Karin Korte (* 1960), deutsche Politikerin (SPD)
- Karl Korte (Komponist) (1928–2022), US-amerikanischer Komponist
- Karl-Heinz Korte (* 1948), deutscher Fußballspieler
- Karl-Rudolf Korte (* 1958), deutscher Politikwissenschaftler, Publizist und Hochschullehrer
- Kirstin Korte (* 1955), deutsche Lehrerin und Politikerin (CDU)
- Lea Korte (* 1963), deutsche Schriftstellerin
- Ludwina Betz-Korte (1902–1984), deutsche Tropenmedizinerin und Missionsärztin
- Lutz Korte, deutscher Schriftsteller
- Martin Korte (* 1964), deutscher Biologe
- Mats Korte (* 1997), deutscher Handballspieler
- Niels Korte (* 1969), deutscher Politiker (CDU)
- Oldřich František Korte (1926–2014), tschechischer Komponist
- Oliver Korte (* 1969), deutscher Komponist, Musikwissenschaftler und Hochschullehrer
- Pierre Chrétien Korte (1788–1862), französischer General und Politiker
- Raffael Korte (* 1990), deutscher Fußballspieler
- Ralf B. Korte (* 1963), deutscher Schriftsteller
- Ralph Korte, US-amerikanischer Unternehmer
- Reinhard Korte (* 1948), deutscher Politiker (CDU)
- Robin Korte (* 1988), deutscher Politiker (Bündnis 90/Die Grünen)
- Rudolf Korte (1878–1950), deutscher Gartenbauwissenschaftler
- Rudolf de Korte (1936–2020), niederländischer Wirtschaftsmanager und Politiker
- Stefan Korte (Tonmeister) (* 1966), deutscher Tonmeister
- Stefan Korte (Jurist) (* 1975), deutscher Jurist und Hochschullehrer
- Sven Korte (* 1990), deutscher Sportschütze
- Theodora Korte (1872–1926), deutsche Dichterin und Schriftstellerin
- Thomas Korte (* 1957), deutscher Puppenspieler
- Virginie Korte-van Hemel (1929–2014), niederländische Politikerin (KVP, CDA)
- Werner Korte (1906–1982), deutscher Musikwissenschaftler
- Wilhelm Korte (Heimatforscher) (1901–1987), deutscher Heimatforscher
- Willi Korte (Wilhelm A. Korte; * 1954), deutscher Historiker und Kunsthistoriker
- Wolfgang Korte (* 1949), deutscher Generalleutnant